# Distruggi documenti

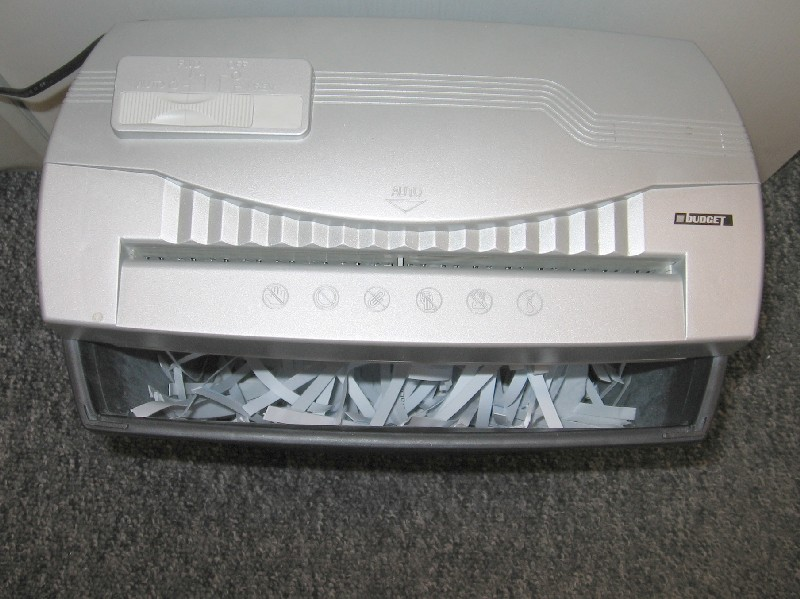
Un distruggi documenti

I distruggi documenti o trita documenti sono usati per tagliare fogli di carta, dischi o smart card in strisce o pezzi molto piccoli. Questo è spesso consigliato per evitare frodi o furti d'identità.
Dispositivi meccanici analoghi erano già in uso nel passato, con lo scopo di distruggere documenti d'archivio; intorno agli anni '20 del Novecento era commercializzata la macchina "Record" della ditta Pergola di Milano.
I distruggi documenti rientrano nella più ampia famiglia dei trituratori.
I distruggi documenti variano per dimensioni e prezzo da unità piccole ed economiche progettate per una certa quantità di pagine, a unità di grandi dimensioni utilizzate dai servizi commerciali di distruzione che costano centinaia di migliaia di dollari e possono distruggere milioni di documenti all'ora. Mentre i distruggi documenti più piccoli possono essere azionati a mano, la maggior parte dei distruggi documenti è alimentata elettricamente.
I distruggi documenti nel tempo hanno aggiunto funzionalità per migliorare l'esperienza dell'utente. Molti ora rifiutano la carta alimentata oltre la capacità per evitare inceppamenti; altri hanno caratteristiche di sicurezza per ridurre i rischi.

## Norma DIN 66399
I distruggi documenti sono classificati dalla DIN 66399 (che sostituisce la DIN 32757) in diverse classi e livelli di protezione che indicano il livello di sicurezza per il taglio dei documenti. Più alto è il livello, più lungo e complicato sarà necessario ricostituire il documento a causa del taglio più fine dei documenti.
I livelli di sicurezza sono identificati da una lettera che indica la natura degli oggetti distrutti, la lettera P per i documenti cartacei, seguita da un numero da 1 a 7. Lo standard comprende 3 classi:
- Classe 1: Protezione normale, per i documenti interni la cui divulgazione avrebbe un impatto negativo sull'azienda o presenterebbe un rischio di furto di identità per l'individuo.
  - Livello di sicurezza P1: tagliare a strisce inferiori a 12 mm
  - Livello di sicurezza P2: tagliare a strisce inferiori a 6 mm
  - Livello di sicurezza P3: strisce inferiori a 2 mm o particelle inferiori a 320 mm²
- Classe 2: alta protezione, per documenti riservati la cui divulgazione avrebbe un impatto considerevole o violerebbe gli obblighi legali dell'azienda, o che presenterebbe un rischio sulla posizione economica e sociale di un individuo
  - Livello di sicurezza P4: particelle inferiori a 160 mm² con larghezza inferiore a 6 mm
  - Livello di sicurezza P5: particelle inferiori a 30 mm² con larghezza inferiore a 2 mm
- Classe 3: protezione molto alta, per documenti riservati e top secret la cui divulgazione avrebbe conseguenze che minaccerebbero l'esistenza dell'azienda, un'entità o un governo, o che minaccerebbero la salute, la sicurezza o la vita o la libertà di un individuo
  - Livello di sicurezza P6: particelle inferiori a 10 mm² con larghezza inferiore a 1 mm
  - Livello di sicurezza P7: particelle inferiori a 5 mm² con larghezza inferiore a 1 mm

## Cronologia d'uso
Fino alla metà degli anni '80 era raro che i distruggi documenti venissero utilizzati da entità non governative.
Un esempio di alto profilo del loro uso è stato quando l'ambasciata degli Stati Uniti in Iran ha utilizzato distruggi documenti per ridurre le pagine di carta in strisce prima che l'ambasciata fosse rilevata nel 1979, ma alcuni documenti sono stati ricostruiti.
Dopo che il colonnello Oliver North disse al Congresso di aver usato un modello Schleicher a taglio incrociato per distruggere i documenti Iran-Contra, le vendite di quella società aumentarono di quasi il 20% nel 1987.
I distruggi documenti sono diventati più popolari tra i cittadini statunitensi con problemi di privacy dopo la decisione della Corte Suprema del 1988 in California contro Greenwood in cui la Corte Suprema degli Stati Uniti ha stabilito che il Quarto Emendamento non vieta la perquisizione e il sequestro senza mandato dei rifiuti lasciati per la raccolta fuori casa. Le leggi contro l'ustione hanno anche determinato un aumento della domanda di distruggi documenti.
Le preoccupazioni sul furto di identità hanno portato a un aumento dell'uso personale, con la Federal Trade Commission degli Stati Uniti che raccomanda alle persone di distruggere i documenti finanziari prima dello smaltimento.
Le leggi sulla privacy delle informazioni come FACTA, HIPAA e Gramm–Leach–Bliley Act hanno incrementato l'uso del distruggi documenti, poiché le aziende e gli individui adottano misure per smaltire in modo sicuro le informazioni riservate.

## Distruzione delle prove
Ci sono stati molti casi in cui è stato affermato che i documenti sono stati distrutti in modo improprio o illegale mediante distruzione, tra cui:
- Oliver North ha distrutto i documenti relativi all'affare Iran-Contra tra il 21 novembre e il 25 novembre 1986. Durante il processo, North ha testimoniato che il 21, 22 o 24 novembre ha visto John Poindexter distruggere quello che potrebbe essere stato l'unico copia firmata di una constatazione di un'azione segreta presidenziale che cercava di autorizzare la partecipazione della CIA alla spedizione missilistica Hawk del novembre 1985 in Iran[11][12][13][14].
- Secondo il rapporto del Comitato Paul Volcker, tra aprile e dicembre 2004, il capo di gabinetto di Kofi Annan, Iqbal Riza, ha autorizzato la distruzione di migliaia di documenti delle Nazioni Unite, compresi gli interi file cronologici del programma Oil-for-Food dal 1997 al 1999[15][16][17].
- La Union Bank of Switzerland ha utilizzato distruggi documenti per distruggere le prove che la loro azienda possedeva proprietà rubate agli ebrei durante l'Olocausto dal governo nazista. La triturazione è stata divulgata al pubblico per opera di Christoph Meili, una guardia di sicurezza che lavorava presso la banca che si è trovata per caso in una stanza dove si stava svolgendo la triturazione. Nella stanza di triturazione c'erano anche libri della Reichsbank tedesca[18]. Hanno quotato conti azionari di società coinvolte nell'olocausto, tra cui BASF, Degussa e Degesch. Elencavano anche i documenti immobiliari delle proprietà di Berlino che erano state sequestrate con la forza dai nazisti, depositate in conti svizzeri e quindi affermate di essere di proprietà di UBS. La distruzione di tali documenti era una violazione delle leggi svizzere[19][20][21].

## Esempi di ricostruzione

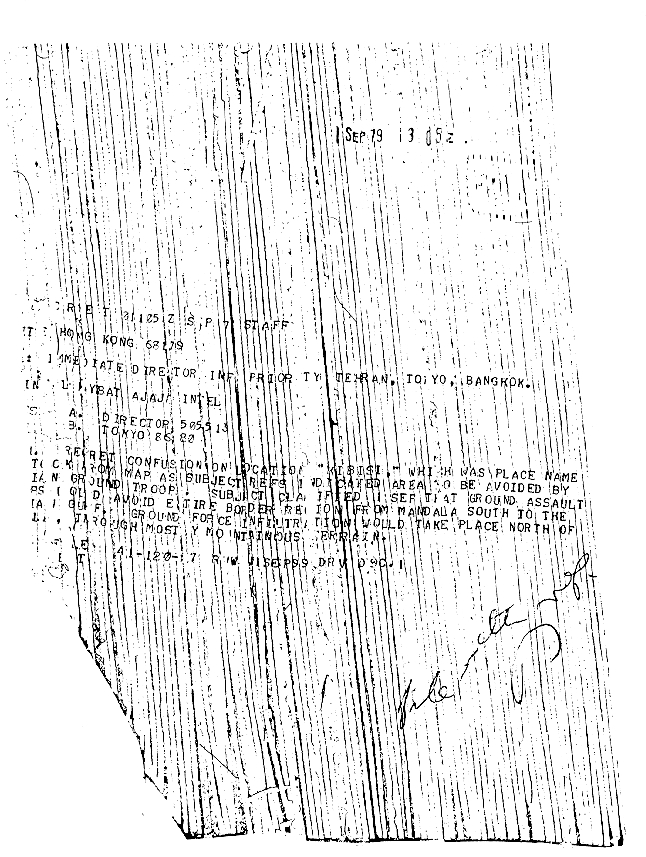
Un esempio di documento tagliuzzato e ri-assemblato durante la crisi degli ostaggi in Iran

- Dopo la rivoluzione iraniana e l'acquisizione dell'ambasciata americana a Teheran nel 1979, gli iraniani hanno arruolato tessitori di tappeti locali che hanno ricostruito pezzi a mano di documenti distrutti. I documenti recuperati sarebbero stati successivamente rilasciati dal governo iraniano in una serie di libri intitolati "Documents from the US espionage Den"[22][23][24].
- La moderna tecnologia informatica accelera notevolmente il processo di rimontaggio dei documenti distrutti. Le strisce vengono scansionate su entrambi i lati, quindi un computer determina come assemblare tali strisce. Robert Johnson della National Association for Information Destruction ha affermato che c'è un'enorme richiesta di ricostruzione dei documenti. Diverse aziende offrono servizi di ricostruzione di documenti commerciali[25].
- Nel 2003 era in corso uno sforzo per recuperare gli archivi stracciati della Stasi, la polizia segreta della Germania dell'Est[26].
- La DARPA Shredder Challenge 2011 ha invitato scienziati informatici, appassionati di puzzle e chiunque altro fosse interessato a risolvere problemi complessi, a competere per un massimo di 50.000 dollari mettendo insieme una serie di documenti distrutti. La Shredder Challenge consisteva in cinque puzzle separati in cui il numero di documenti, l'oggetto del documento e il metodo di distruzione sono stati variati per presentare sfide di difficoltà crescente.[27].

## Identificazione forense
Il distruggi documenti può talvolta essere di interesse forense. I distruggi documenti mostrano alcune caratteristiche specifiche del dispositivo, impronte digitali, l'esatta spaziatura delle lame, il grado e lo stato della loro usura. Esaminando da vicino il materiale triturato, le minuscole variazioni di dimensione delle strisce di carta e i segni microscopici sui bordi possono essere collegati a una macchina specifica.

## Alternative ecologiche

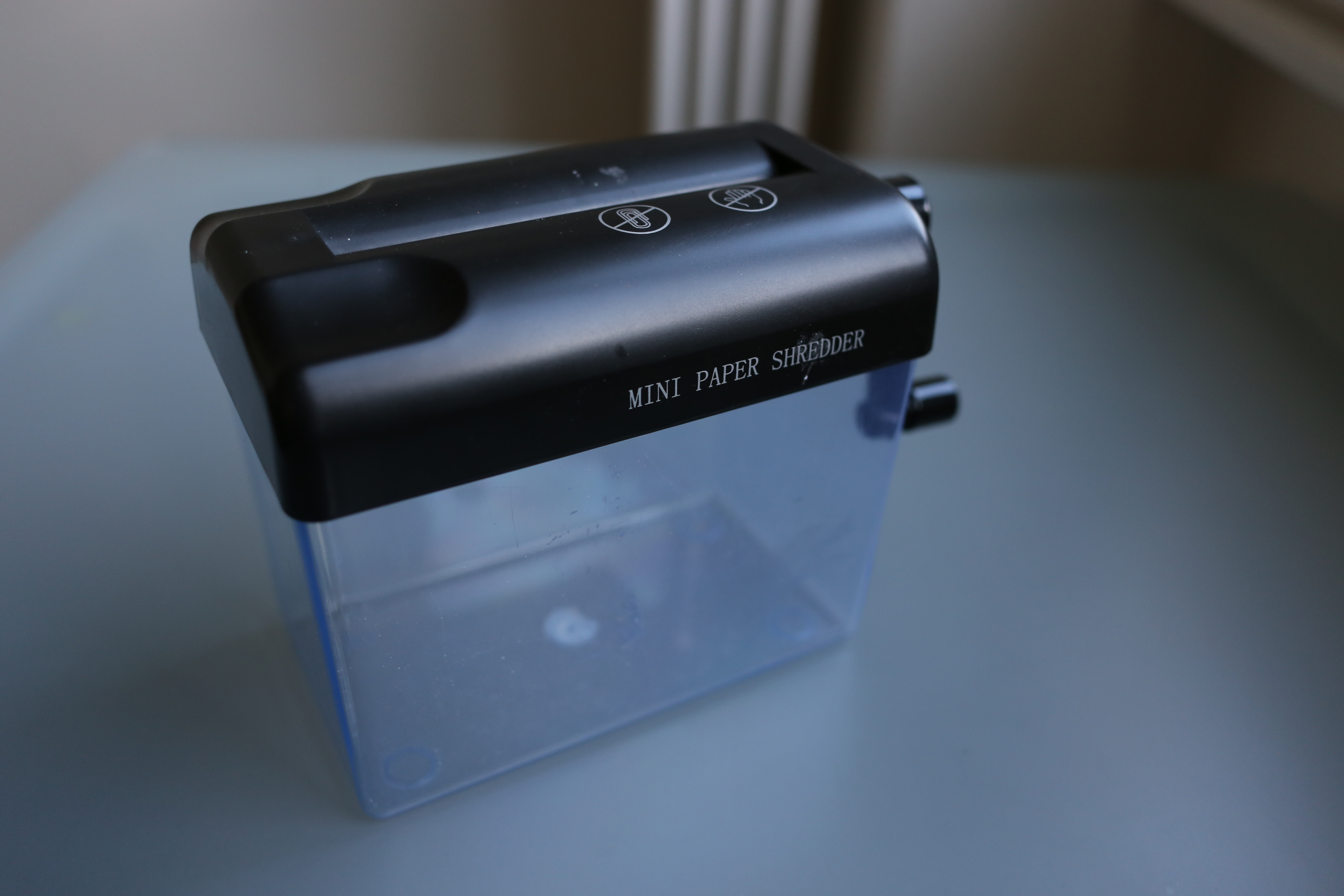
Distruggi documenti manuale senza bisogno di alimentazione elettrica
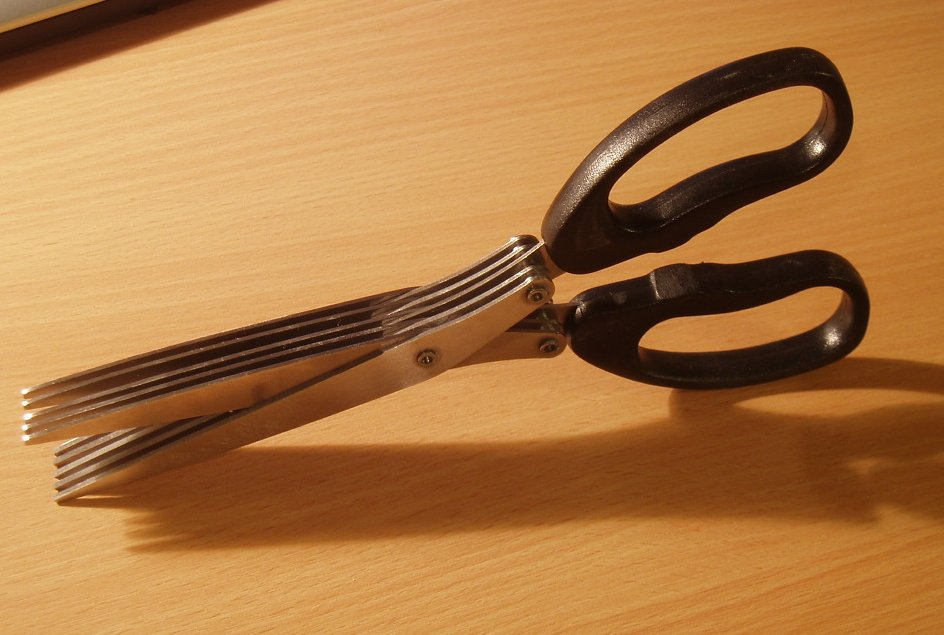
Forbici che possono sostituire un distruggi documenti portando ad un risultato simile
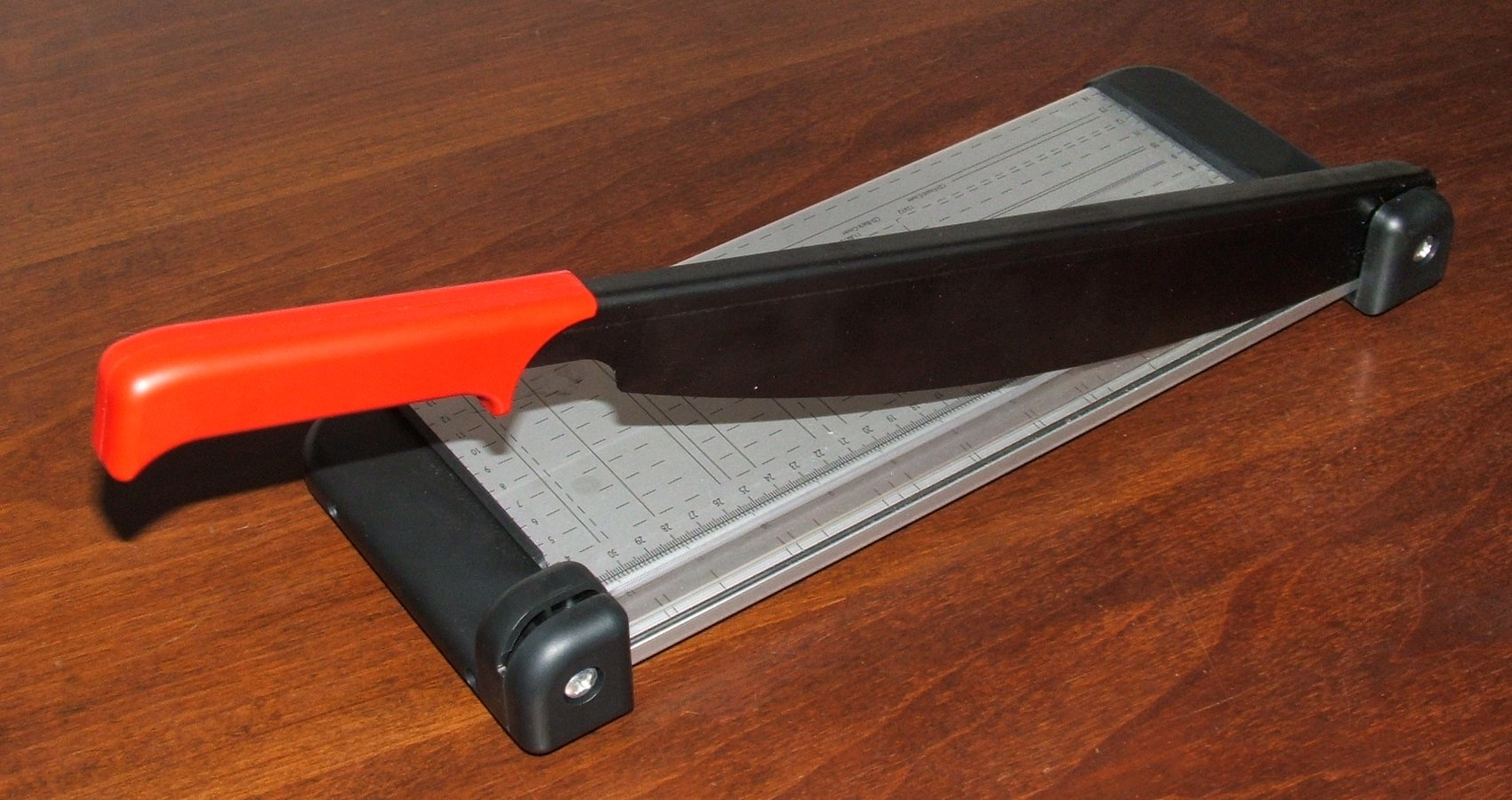
Taglierina manuale senza bisogno di alimentazione elettrica

## Galleria d'immagini

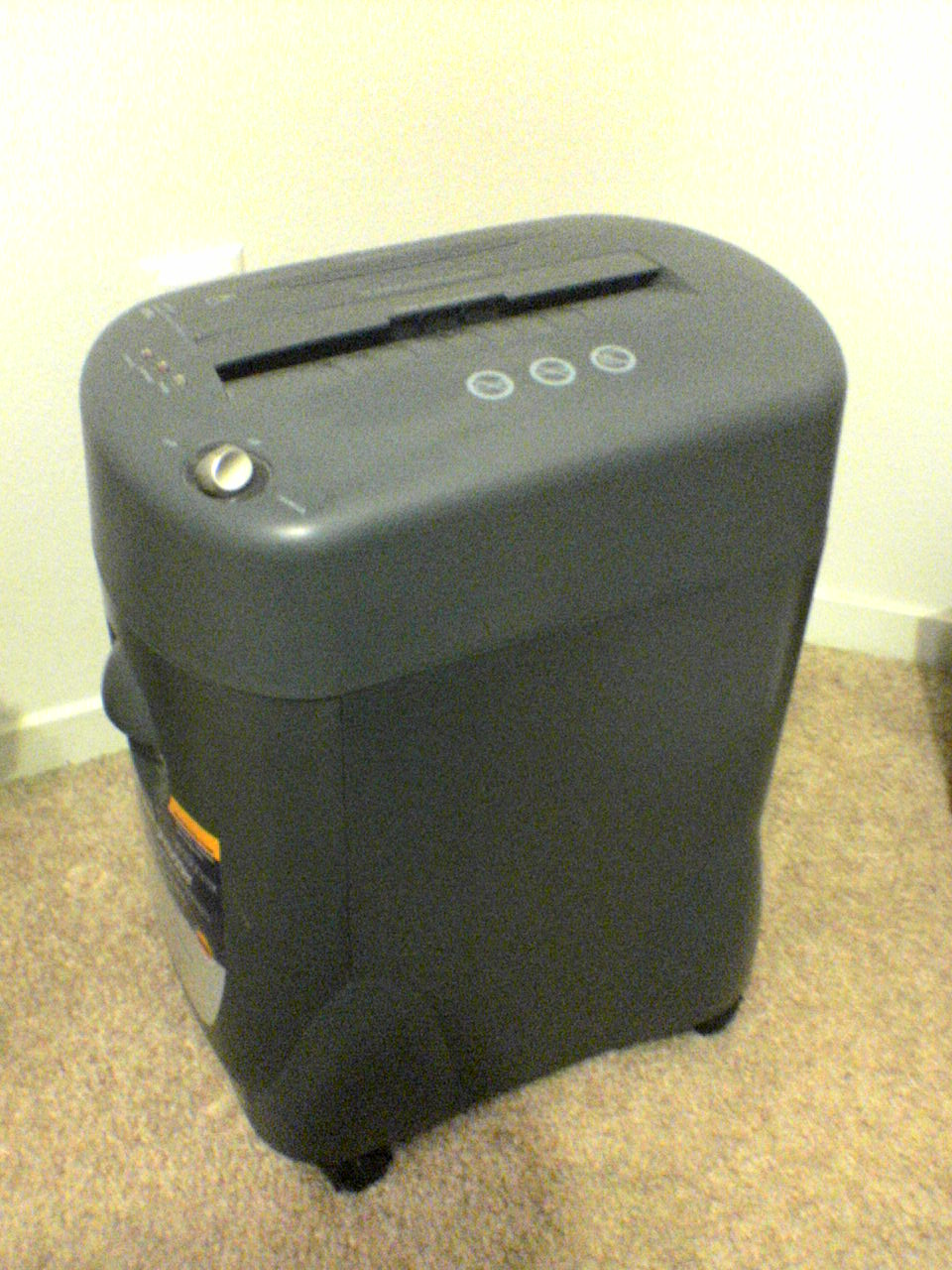
Distruggi documenti con cestino integrato
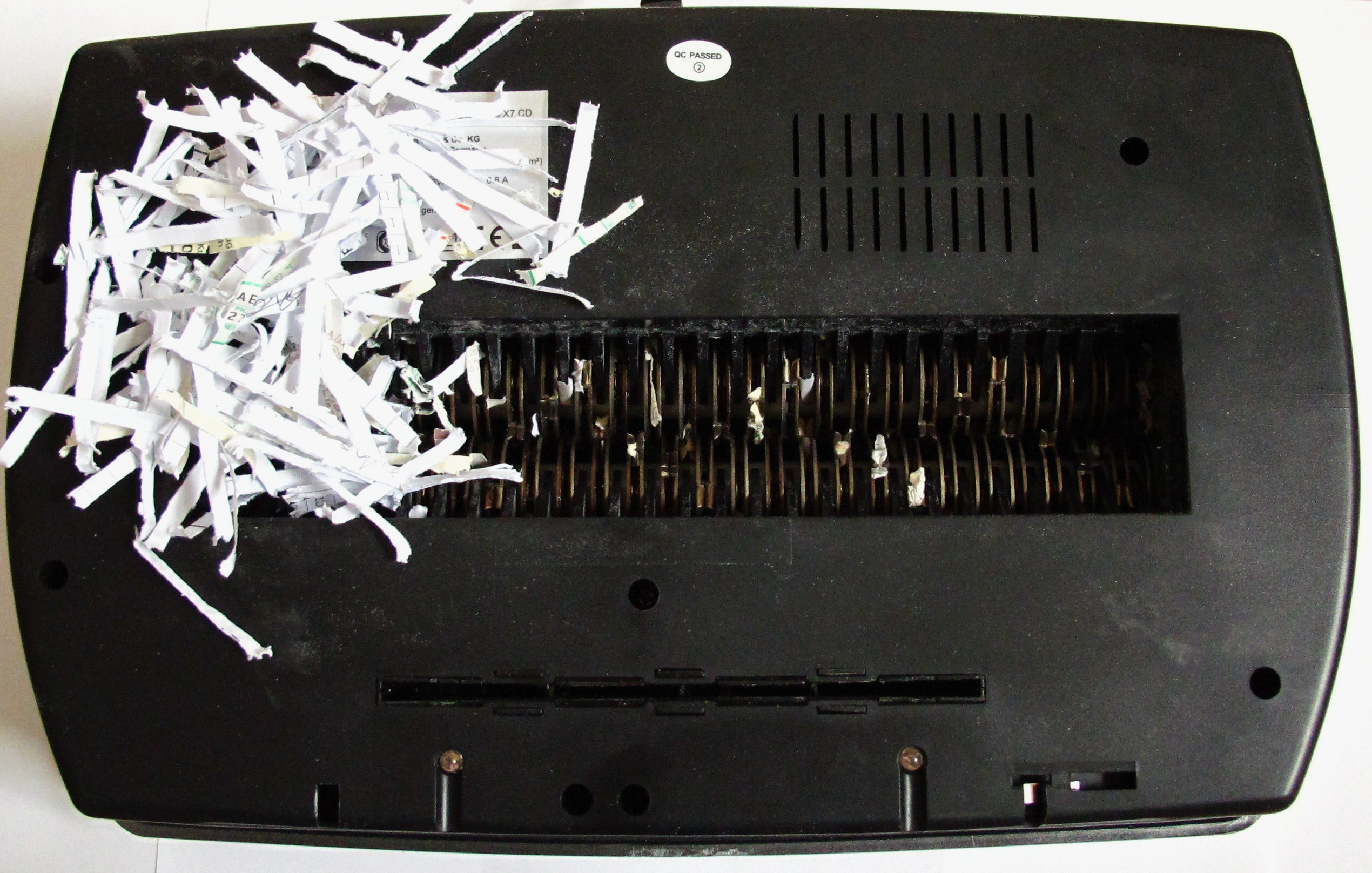
Testa di taglio di un distruggi documenti, livello di sicurezza 3 con taglio a croce
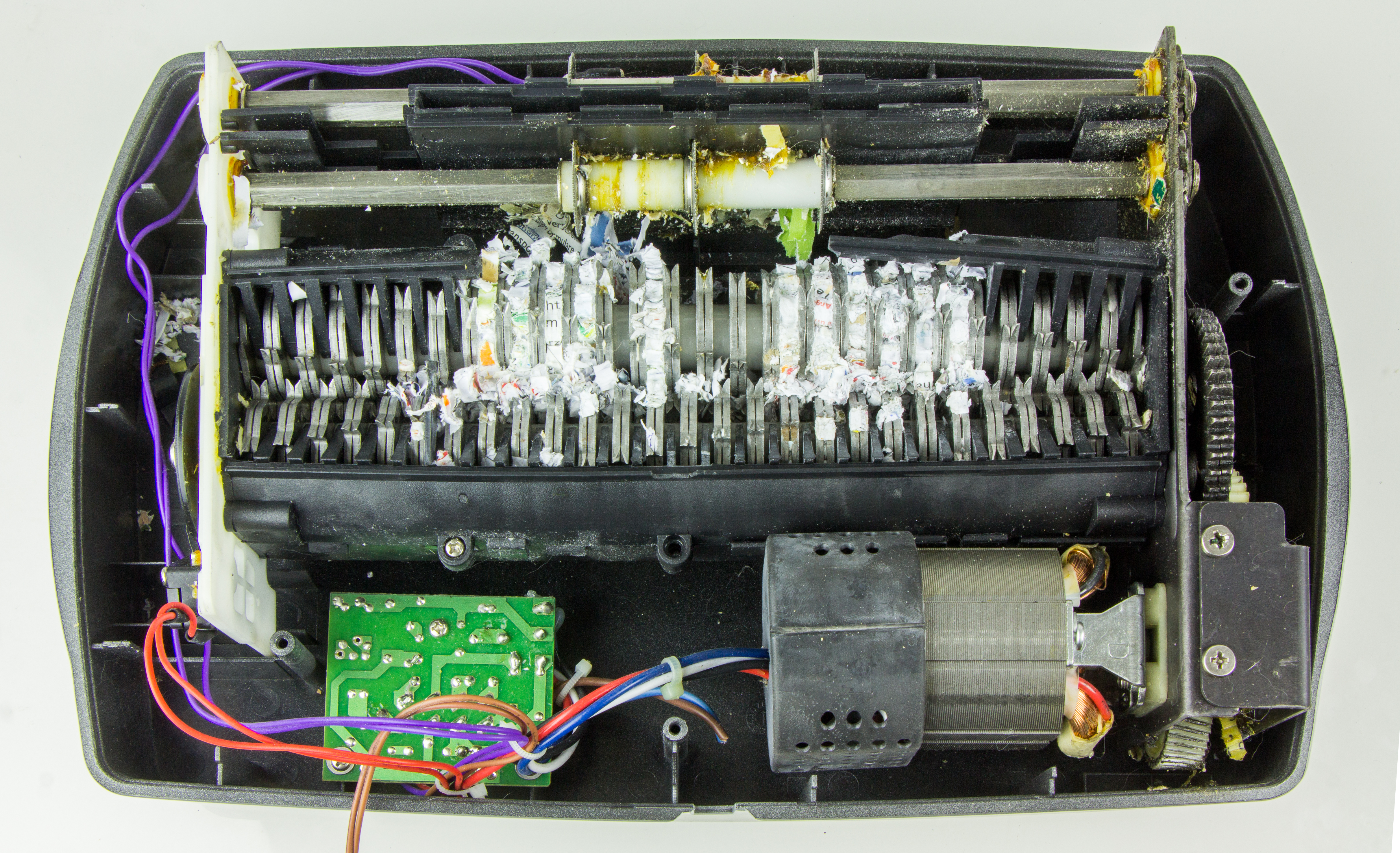
Vista interna di un distruggi documenti con motore
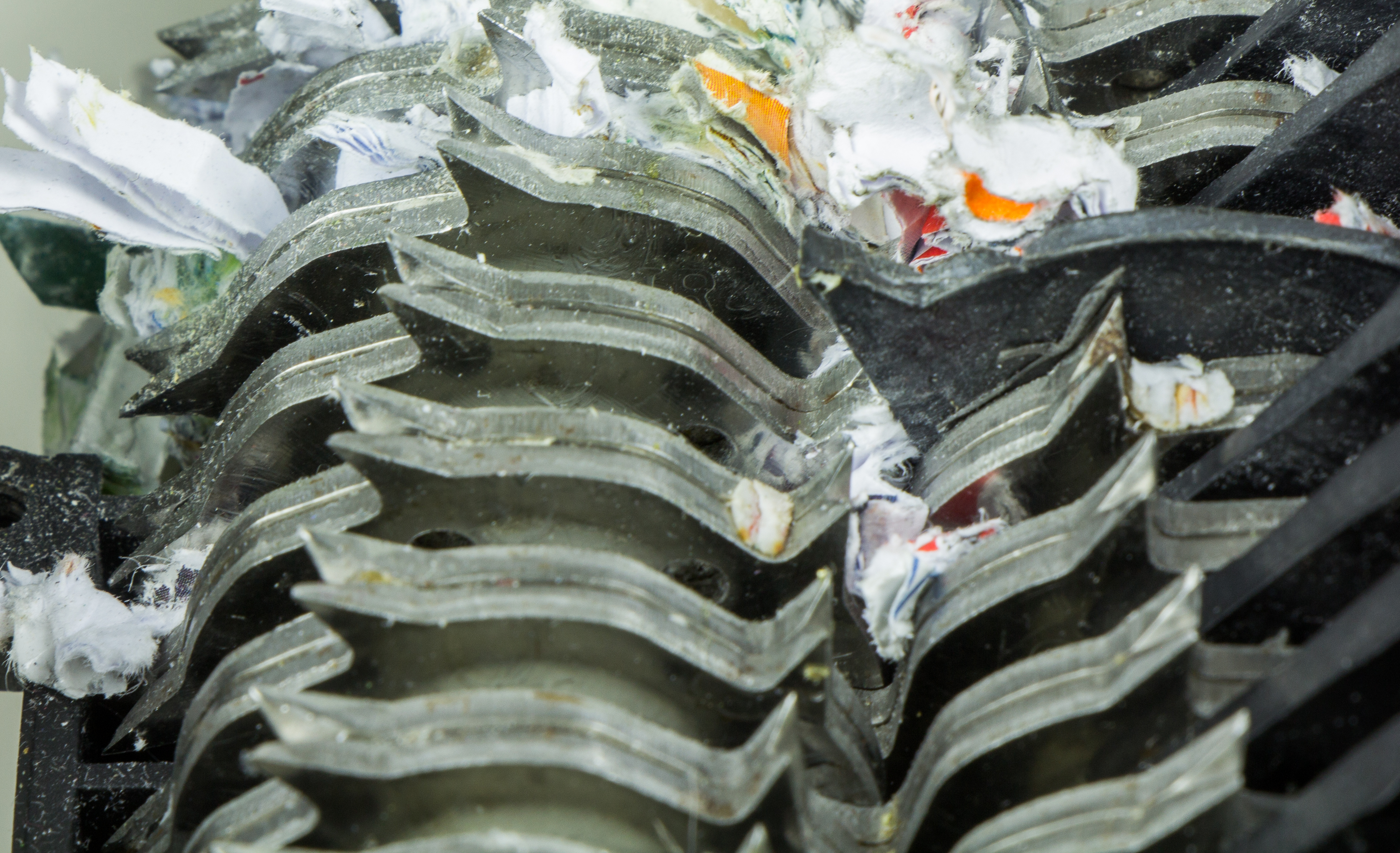
Particolare di un distruggi documenti a taglio trasversale
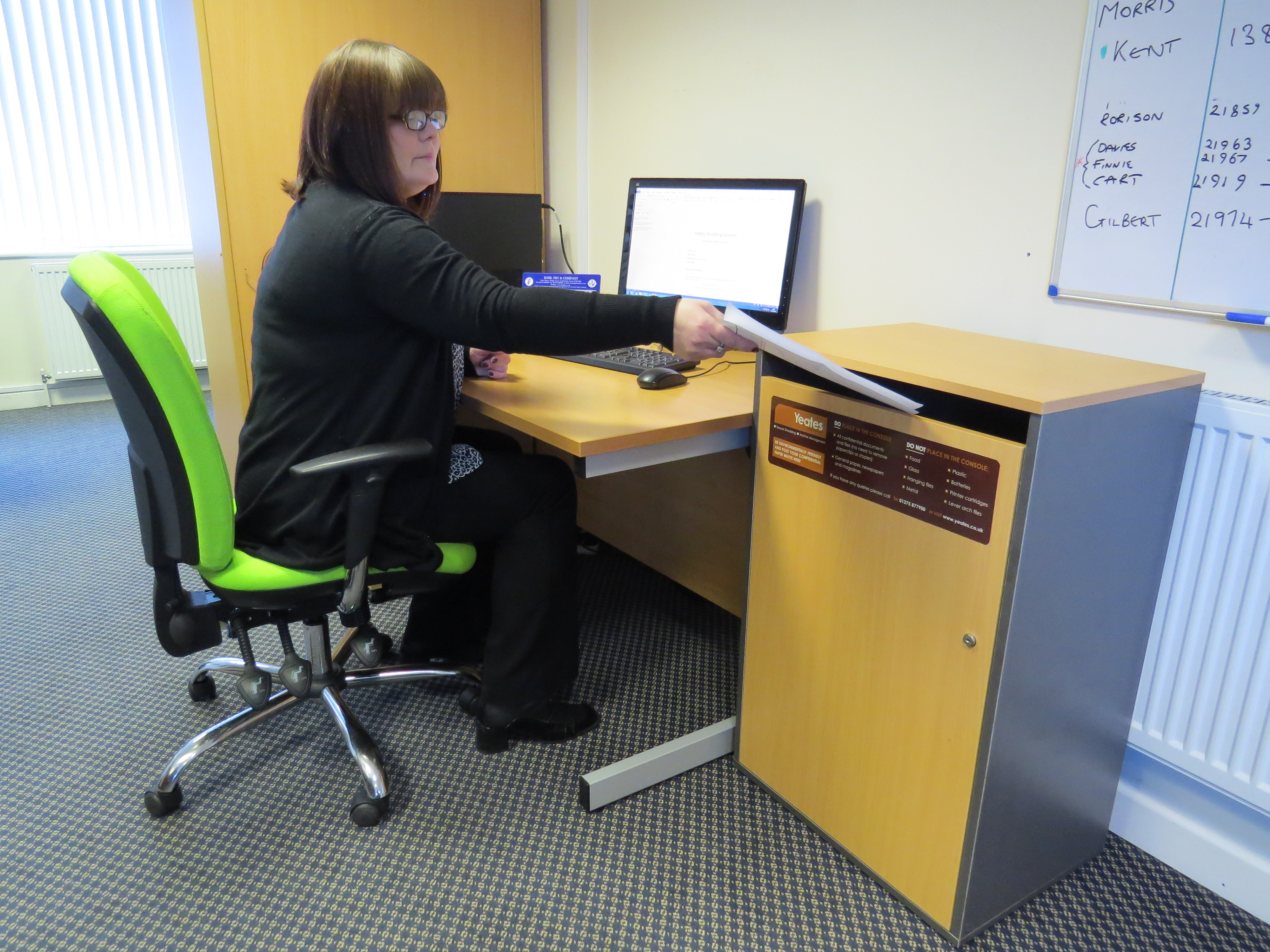
Console di triturazione
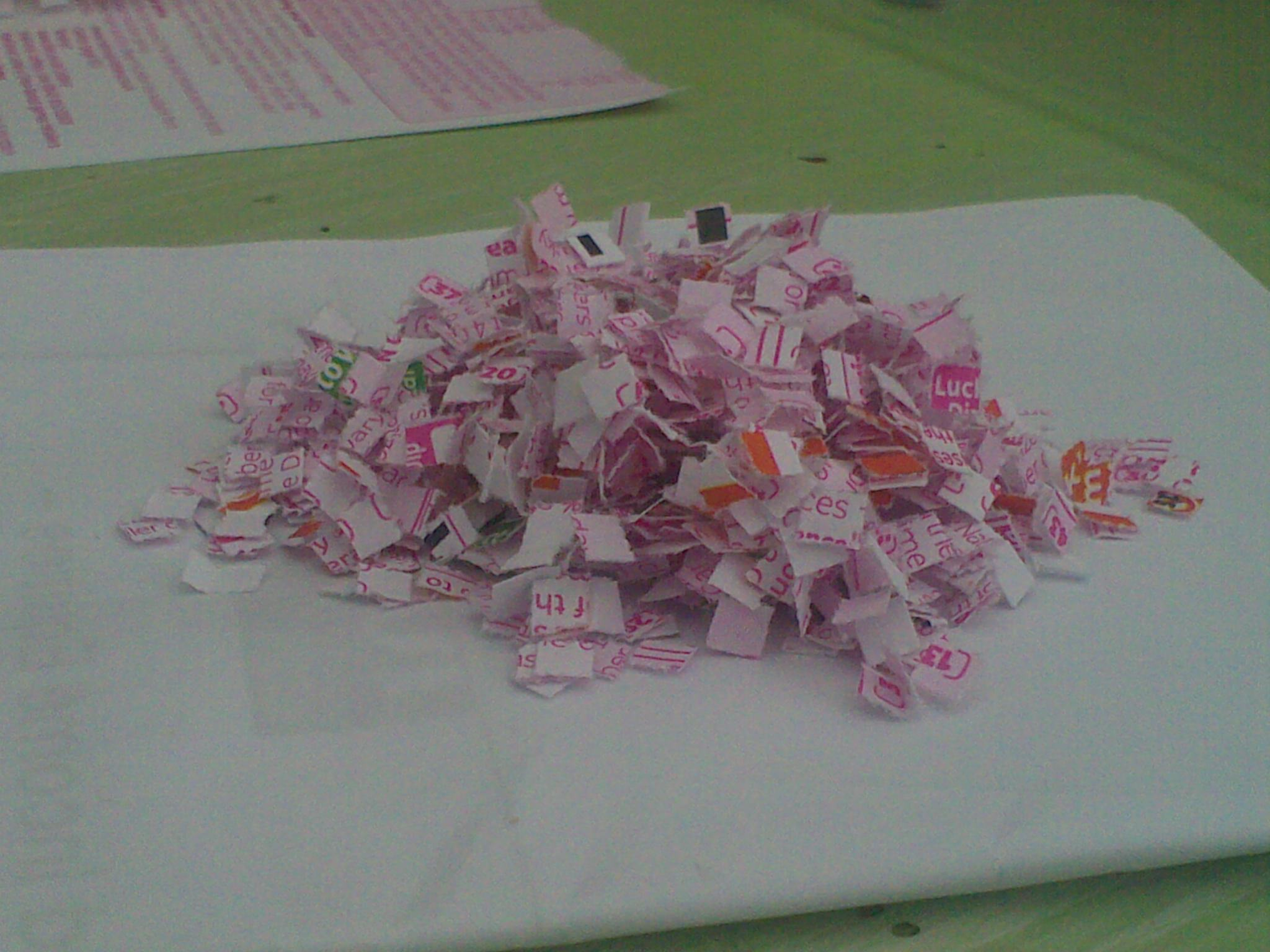
I resti sminuzzati di una schedina della lotteria nazionale